# Cyrtodactylus sumonthai
Espèce
Statut de conservation UICN

 LC  : Préoccupation mineure
Cyrtodactylus sumonthai est une espèce de geckos de la famille des Gekkonidae.

## Répartition
Cette espèce est endémique de la province de Rayong en Thaïlande.

## Habitat
Il se cache dans les rochers et les grottes.

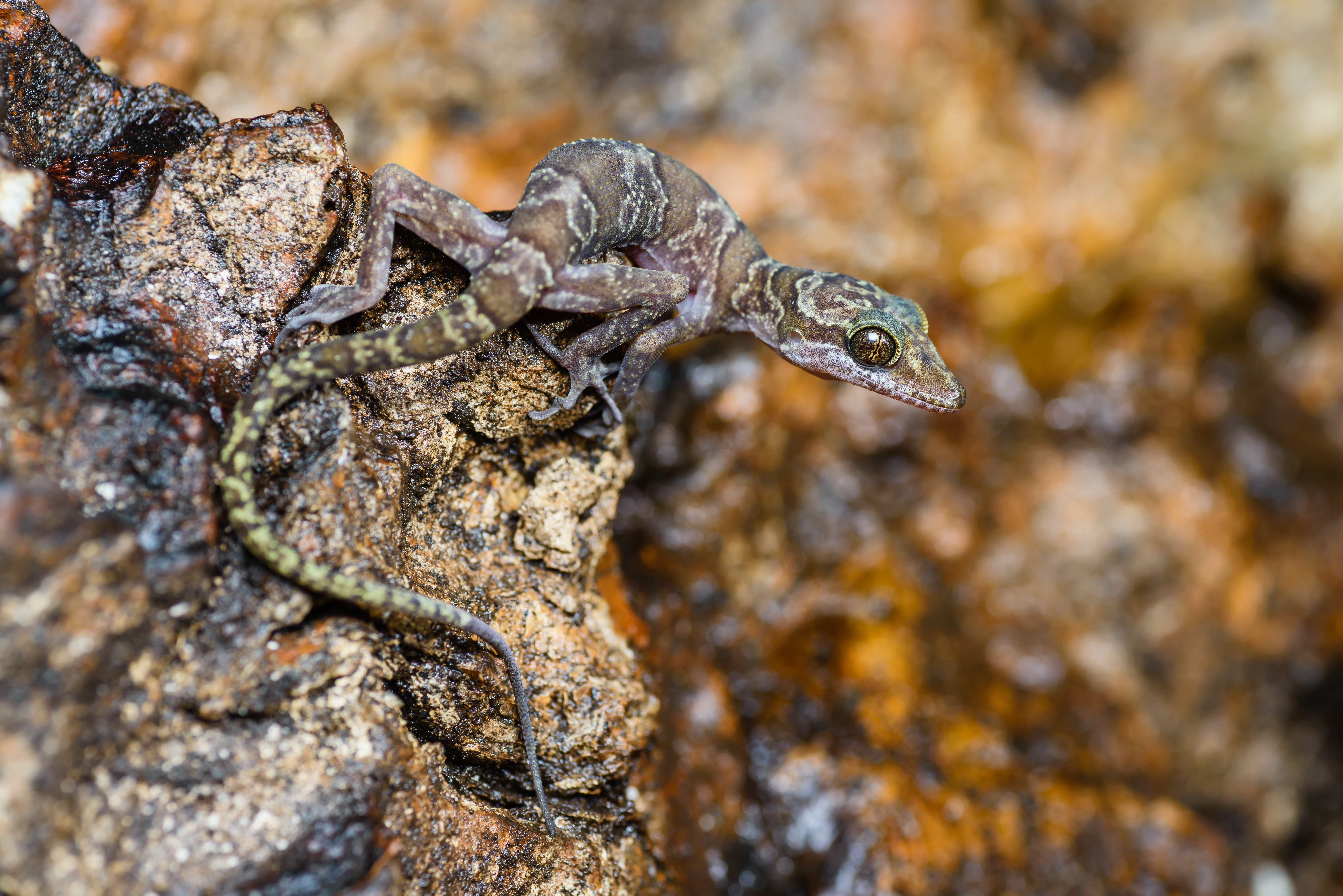
Cyrtodactylus sumonthai, Parc national de Khao Chamao-Khao Wong, Province de Chanthaburi, Grotte des geckos de Sumontha, Thaïlande

## Description
C'est un gecko insectivore.

## Étymologie
Cette espèce est nommée en l'honneur de Montrin Sumontha.

## Publication originale
- Bauer, Pauwels & Chanhome, 2002 : A New Species of Cave-dwelling Cyrtodactylus (Squamata: Gekkonidae) from Thailand. Natural History Journal of Chulalongkorn University, vol. 2, n. 2, p. 19-29 (texte intégral).